# يوهانس كرابه
يوهانس كرابه (بالألمانية: Johannes Krabbe ) (و. 1553 – 1616 م) هو عالم فلك، ومنجم 
توفي في فولفنبوتل، عن عمر يناهز 63 عاماً.